# Чікаані
Чікаані (груз. ჭიკაანი) — село в Грузії.
За даними перепису населення 2014 року в селі проживає 1928 осіб.